# Palacio de Gamlehaugen
El Palacio de Gamlehaugen es la residencia oficial del rey de Noruega cuando está en Bergen.
Fue construido entre 1899 y 1900 por el arquitecto Jens Zetlitz Kielland para Christian Michelsen, un estadista y magnate noruego, que fue primer ministro de Noruega entre 1905 y 1907. Al morir en junio de 1925, la mansión fue cedida al Estado como residencia real, museo y "propiedad nacional".